# پیش‌فرض (فلسفه)
پیش فرض (انگلیسی: presupposition)، مسلّم انگاری از پیش است.

## مسلّم‏
مسلمات قضایایی است که انسان را از خصم مصون می‌دارد و به منظور دفع خصم، کلام را بر آن متکی می‌کنند، چه مسلّم بین اهل علم باشد و چه مسلم بین دو طرف مکالمه.

## ابن سینا
از نظر ابن سینا، مسلّمات بر دو قسم است: معتقدات و مأخوذات:
معتقدات سه نوع است:
1. آنچه قبول آن واجب است.
2. مشهودات.
3. وهمیات.

مأخوذات دو نوع است:
1. مقبولات.
2. تقریرات.

تقریرات مقدماتی است که چون مخاطب تسلیم آنها است. اتّخاذ می‌شود، یا قضایایی است که قبول آنها و اقرار به آنها در آغاز علوم لازم است.
این قبول و اقرار، یا با نوعی تردید همراه است، که در این صورت این قضایا را مصادرات گویند، یا با سهل انگاری و خوش باوری همراه است که در این صورت آنها را اصول موضوعه گویند.

## برای مطالعهٔ بیشتر
قوری راسل